# Hypericum kimurae
Hypericum kimurae är en johannesörtsväxtart som beskrevs av N.Robson. Hypericum kimurae ingår i släktet johannesörter, och familjen johannesörtsväxter. Inga underarter finns listade i Catalogue of Life.